# 秋田県立中央公園球技場
秋田県立中央公園球技場（あきたけんりつちゅうおうこうえんきゅうぎじょう）は、秋田県の秋田県立中央公園内に立地する球技場。

## 沿革
1984年4月に陸上競技場とともに開設。2003年には東北高校サッカー選手権も開催されている。

## 施設概要
メインスタンドのコンコースを共有する形で、東側にA面、西側にB面が立地する。
- 収容人数：16500人（座席数3700・メインスタンド・サブスタンドは固定座席、他は芝生席）

公園内には陸上競技場を合わせ、15000人以上を収容する天然芝のスタジアムが3つ存在する。このほか、人工芝・天然芝各1面を有する運動広場がある。サッカー等の利用では補助陸上競技場も含めて最大6試合を同時に開催することができる。

## アクセス
- JR和田駅より車で8分、秋田自動車道秋田空港ICより5分